# Hédauville
Hédauville település Franciaországban, Somme megyében. Lakosainak száma 107 fő (2022. január 1.). Hédauville Senlis-le-Sec, Warloy-Baillon, Varennes, Forceville, Mailly-Maillet és Englebelmer községekkel határos.

## Népesség
A település népességének változása:
| Lakosok száma | 117  | 122  | 126  | 126  | 121  | 116  | 111  | 110  | 107  |
|               | 2013 | 2015 | 2016 | 2017 | 2018 | 2019 | 2020 | 2021 | 2022 |